# Frankenstraße 20 (Stralsund)

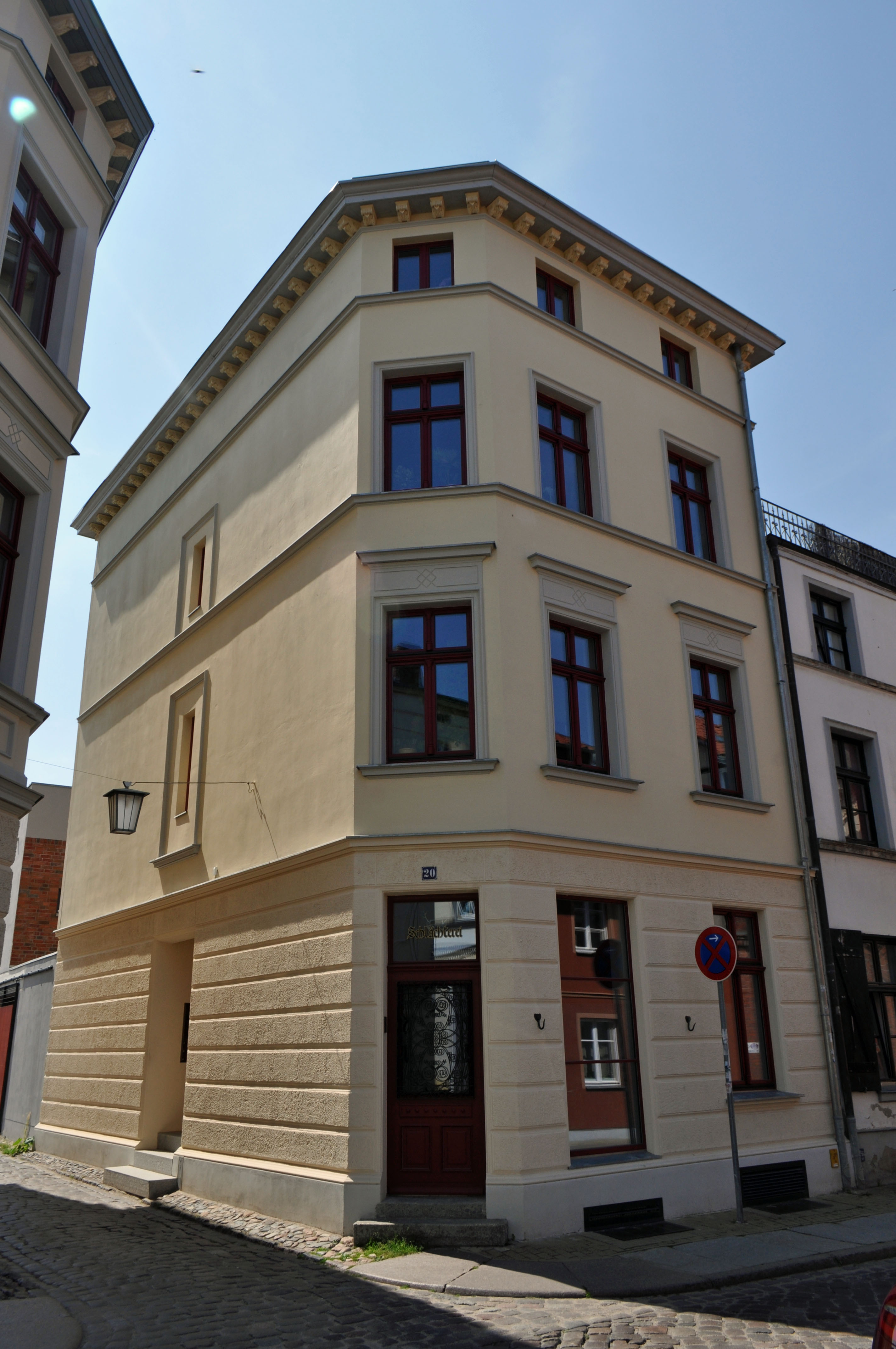
Das Haus Frankenstraße 20 Stralsund (2013)

Das Haus mit der postalischen Adresse Frankenstraße 20 ist ein unter Denkmalschutz stehendes Gebäude in der Frankenstraße in Stralsund, an der Ecke zur Straße Fischergang.
Der dreieinhalbgeschossige Putzbau mit abgeschrägter Ecke wurde im Jahr 1878 errichtet. Es ist nahezu gleich dem zur selben Zeit errichteten, gegenüberliegenden Haus Frankenstraße 21 gestaltet.
In der abgeschrägten Eckachse ist der Ladeneingang angeordnet. Das Erdgeschoss ist mit Putznutung versehen. Gurtgesimse trennen die Geschosse optisch. Das auf Konsolen ruhende Hauptgesims ist kräftig ausgeführt.
Das Haus liegt im Kerngebiet des von der UNESCO als Weltkulturerbe anerkannten Stadtgebietes des Kulturgutes „Historische Altstädte Stralsund und Wismar“. In die Liste der Baudenkmale in Stralsund aus dem Jahr 1997 ist es mit der Nummer 223 eingetragen.